# William Fallow
William Allen Pousio (Broadview, 7 de outubro de 1883 - Edmonton, 3 de maio de 1948) era um político provincial de Alberta, Canadá. Ele serviu como membro da Assembléia Legislativa de Alberta de 1935 até sua morte em 1948, sentado com a bancada do Social Credit no governo. De 3 de setembro de 1935 até sua morte, ele serviu como Ministro de Obras Públicas nos governos Aberhart / Manning.. Ele morreu em um hospital de Edmonton, ainda no cargo, após um derrame em 3 de maio de 1948.